# 월터 데일 밀러
월터 데일 "월트" 밀러(Walter Dale "Walt" Miller, 1925년 10월 5일 ~ 2015년 9월 28일)는 미국의 정치인이고, 전 사우스다코타주 하원의원, 제34대 사우스다코타 부지사, 제29대 사우스다코타 주지사다.

## 생애
밀러는 1925년 사우스다코타주 미드 카운티의 비법인 공동체 보필드에서 태어나 평생을 살면서 일했습니다. 그는 사우스다코타 광산기술학교에 다녔지만 졸업하지는 않았습니다. 밀러는 목축업 외에도 1970년부터 1985년까지 다코타 내셔널 라이프 인슈어런스 컴퍼니의 회장을 역임했습니다. 밀러는 1967년부터 1986년까지 사우스다코타 주 하원의원을 역임했습니다. 밀러는 1975년부터 1978년까지 하원 다수당 원내대표를 역임했으며, 1986년에는 하원의장을 역임했습니다. 밀러는 1981년과 1982년 하원의장을 역임했습니다. 하원의장 재임 기간 동안 그는 임시 의장, 다수당 원내수석부대표, 다수당 원내수석부대표로도 활동했습니다. 1984년 대통령 선거에서는 레이건-부시 캠페인의 주 의장을 지냈고, 1988년 대통령 선거에서는 부시-케일 캠페인의 주 공동 의장을 역임했습니다. 1986년 6월 16일, 조지 S. 미켈슨은 11월 선거에서 밀러를 부지사로 지명하겠다고 발표했습니다. 이 선거에서 밀러는 1993년 4월 19일 미켈슨 주지사가 사망할 때까지 사우스다코타주의 제34대 부지사이자 첫 번째 전임 부지사를 역임했습니다. 밀러는 1994년 공화당 주지사 예비선거에서 재선 주지사인 빌 잔로우에게 패배했습니다. 1995년 퇴임한 밀러는 미드 카운티와 페닝턴 카운티의 경계에 있는 뉴 언더우드 북쪽의 목장을 계속 운영했으며, 포트 피에르에서 파트타임으로 생활하면서 다양한 로비 및 목장 활동에 참여했습니다. 1943년 메리 랜달과 결혼하여 낸시, 케리, 랜디, 르네 등 네 자녀를 두었습니다. 메리는 1989년에 사망했습니다. 1993년 밀러는 패트리샤 콜드웰과 결혼하여 재임 중 최초로 사우스다코타 주지사와 결혼했습니다. 그는 케이드와 레베카라는 두 명의 의붓 자녀를 두었습니다. 패트리샤 콜드웰 밀러는 2010년 공화당 주 감사관 후보로 출마했지만 낙선했습니다. 밀러는 2015년 9월 28일, 그녀의 90번째 생일을 일주일 앞두고 댈러스를 방문하던 중 89세의 나이로 사망했습니다. 그는 사우스다코타로 돌아와 보필드에 묻혔습니다.

## 학력
- 사우스다코타 광산기술학교 퇴학

## 경력
- 1967.01 ~ 1987.01 제42·43·44·45·46·47·48·49·50·51·52·53·54·55·56·57·58·59·60·61대 사우스다코타 하원의원
- 1987.01 ~ 1993.04 제34대 사우스다코타 부지사
- 1993.04 ~ 1995.01 제29대 사우스다코타 주지사

## 역대 선거 결과
| 선거명      | 직책명              | 대수 | 정당   | 득표율 | 득표수    | 결과 | 당락                     |
| ----------- | ------------------- | ---- | ------ | ------ | --------- | ---- | ------------------------ |
| 1986년 선거 | 사우스다코타 부지사 | 34대 | 공화당 | 51.81% | 152,543표 | 1위  | 사우스다코타 부지사 당선 |
| 1990년 선거 | 사우스다코타 부지사 | 34대 | 공화당 | 58.90% | 151,198표 | 1위  | 사우스다코타 부지사 당선 |